# Stadtsaal Wald

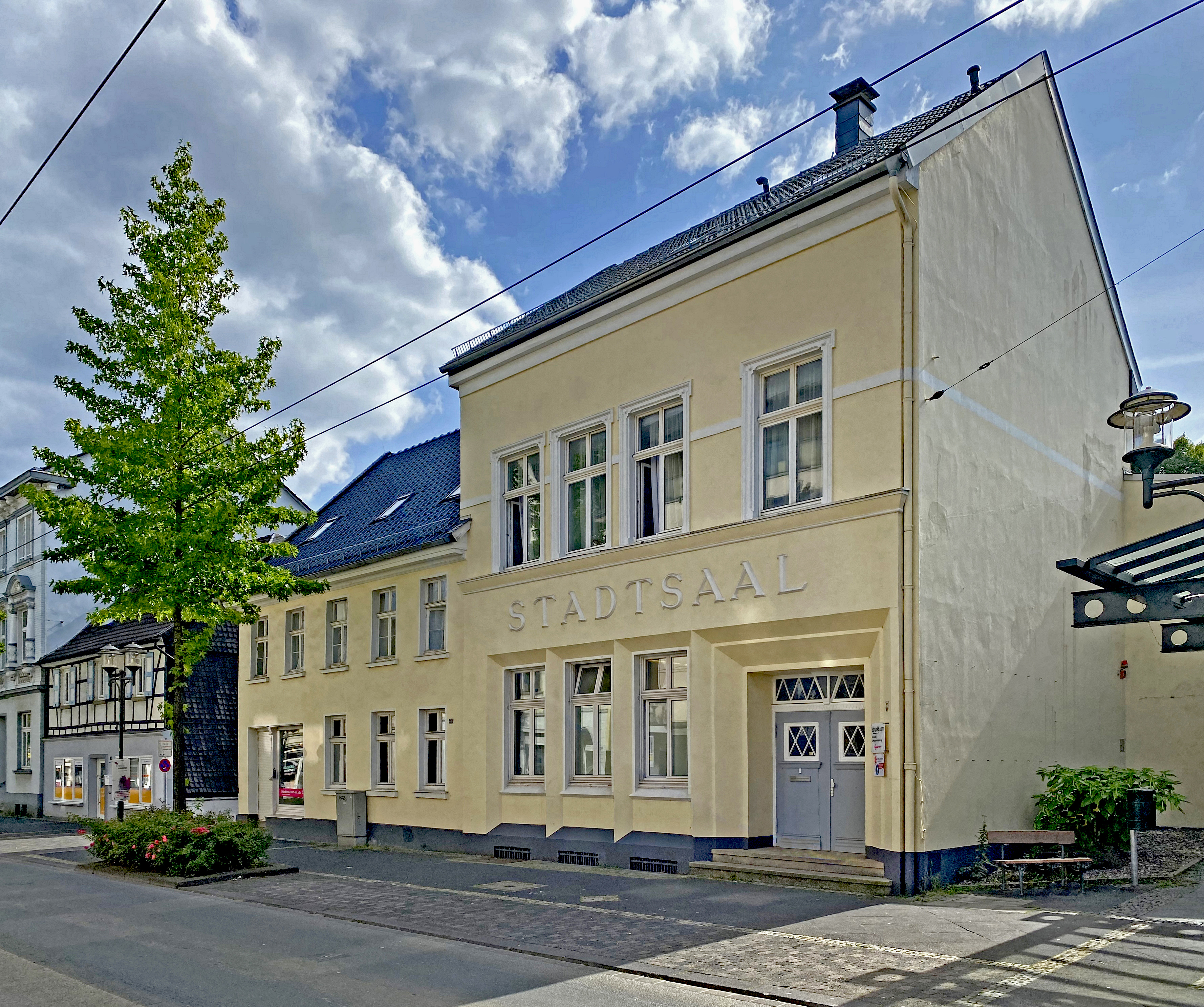
Stadtsaal Wald (2021)

Der Stadtsaal Wald ist eine Veranstaltungsstätte in der bergischen Großstadt Solingen.

## Lage und Beschreibung
Der Stadtsaal Wald befindet sich im Solinger Stadtteil Wald an der Friedrich-Ebert-Straße 85–87, die als Hauptstraße durch den Walder Stadtkern führt. Östlich befindet sich das ehemalige Rathaus Wald. Im Süden grenzt das Grundstück des Stadtsaals an den Walder Stadtpark und dessen Zugang zur Poststraße.
Es handelt sich bei dem Gebäude um ein zweigeschossiges, verputztes Wohn- und Geschäftshaus mit Satteldach und rückwärtigem Saalanbau. Das gesamte Gebäude verfügt über eine Nutzfläche von rund 1344 Quadratmetern, die sich auf Wohnungen, Büros und eine 1108 Quadratmeter große Gewerbefläche verteilen. Hauptbestandteil der Gewerbefläche ist wiederum der für 1000 Personen ausgelegte große Veranstaltungssaal mit Empore. Auf dem rückwärtigen Grundstück befindet sich auch ein Biergarten, der an den Zugang zum Walder Stadtpark angrenzt.

## Geschichte
Der Stadtsaal Wald wurde in der damals selbständigen Stadt Wald im Jahre 1925 als Veranstaltungsstätte eröffnet. Mit der Städtevereinigung im Jahr 1929 ging der Stadtsaal in das Eigentum der Stadt Solingen über. Seit 17. Januar 1985 ist das Gebäude unter der laufenden Nummer 487 in die Denkmalliste der Stadt Solingen eingetragen. Im Jahr 1991 wurde das Gebäude aufwändig renoviert und das Raumangebot erweitert. Dabei entstand ein neuer mit Glas überdachter Eingangsbereich.
Aus finanziellen Gründen sah sich die Stadt Solingen 2011 zum Verkauf der beiden Veranstaltungsstätten Festhalle Ohligs und Stadtsaal Wald gezwungen. Der Solinger Gastronom Andreas Heibach übernahm den Stadtsaal Wald für einen symbolischen Preis und führte ihn nach Renovierung als Veranstaltungsstätte weiter. Im November 2022 verkaufte Heibach den Stadtsaal Wald an zwei Unternehmer aus Solingen-Burg, die das Gebäude weiterhin als Veranstaltungsstätte betreiben.